# Río Ayampe
Río Ayampe är ett vattendrag i Ecuador. Det ligger i den västra delen av landet, 300 km sydväst om huvudstaden Quito.